# Шимковяк, Эдвард
Эдвард (при рожд. — Герард) Юзеф Шимковяк (пол. Stanisław Oślizło; 13 февраля 1932 или 13 марта 1932, Шопенице, Катовице — 28 января 1990, Бытом, Катовицкое воеводство) — польский футболист, выступал на позиции вратаря, игрок сборной Польши, участник двух Олимпийских игр 1952 и 1960 годов.
5-кратный чемпион Польши в футболке трех разных клубов, двукратный обладатель кубка Польши.

## Клубная карьера
Воспитанник клуба КК 22 стал вратарем по собственной инициативе. В 18-летнем возрасте перешел в состав хожувского «Руха», где выступал под руководством Теодора Петерека и Спиридона Альбанського. За первые три сезона, проведенные в «Рухе», стал вице-чемпионом Польши и дважды победителем национального чемпионата.
По завершении сезона 1952 года был призван на военную службу, которую начал в футбольном клубе ГВКС (Бельско), а в следующем году отправился в клуб ГВКС (Варшава). Шимковяк четыре сезона защищал цвета варшавского клуба и провел за это время более 100 матчей, по два раза выигрывал чемпионат и кубок Польши.
Сезон 1957 года начал в клубе «Полония» (Бытом), цвета которой защищал до завершения карьеры. Уже в первом туре, против «Гурника» (Забже) (16 октября 1960 года), вошел в историю клуба как вратарь, который отбил три пенальти (по очереди — от Эдварда Янковского, Романа Лентнера и Эрвина Вильчека). Вместе с командой стал чемпионом Польши в 1962 году, вице-чемпионом — в 1958, 1959, 1961 годах, а в 1964 году вместе с командой вышел в финал кубка Польши. В 1965 году стал обладателем Кубка Раппана. В первом финальном матче не играл («Полония» уступила со счетом 0:3 СК «Лейпциг», в ответном матче Шимковяк уже стоял в воротах, а клуб выиграл со счетом 5:1. После этого «Полония» отправилась в США, где принимала участие в турнире ISL, в котором стала победителем.

## Карьера в сборной
Сыграл 53 матча в составе сборной Польши, а интервал между его первым и последним матчами составил 13 лет и 125 дней — был самым длинным среди вратарей в истории польской сборной. Защищал ворота сборной в поединке на Силезском стадионе со сборной СССР в 1957 году. По завершении игры болельщики польской сборной вынесли Эдварда с поля на руках. Представлял Польшу на олимпийских играх в Хельсинки и Риме.
Четырёхкратный обладатель Золотой бутсы по результатам голосования, проведенного польской газетой «Спорт» — в 1957, 1958, 1965, 1966 годах. Признан «Заслуженным мастером спорта», а также дважды получил золотую медаль за Выдающееся спортивное достижение и «Золотой крест за заслуги» в 1964 году. Окончил Академию физического воспитания в Катовице.
По завершении футбольной карьеры остался в «Полонии» (Бытом), где тренировал молодёжную команду клуба.
Умер 28 января 1990 года. Похоронен на Кладбище матери Долорес в Бытоми.

## Достижения
«Рух» (Хожув)
- Первая лига Польши
  - [Чемпион (2): 1951, 1952

«Легия» (Варшава)
- Первая лига Польши
  - Чемпион (2): 1955, 1956
- Кубок Польши
  - Обладатель (2): 1955, 1956

«Полония» (Бытом)
- Первая лига Польши
  - Чемпион (1): 1962
- Кубок Интертото
  - Обладатель (1): 1965

Индивидуальные
- Лучший игрок Чемпионата Польши (4): 1957, 1958, 1965, 1966